# ダンロップ

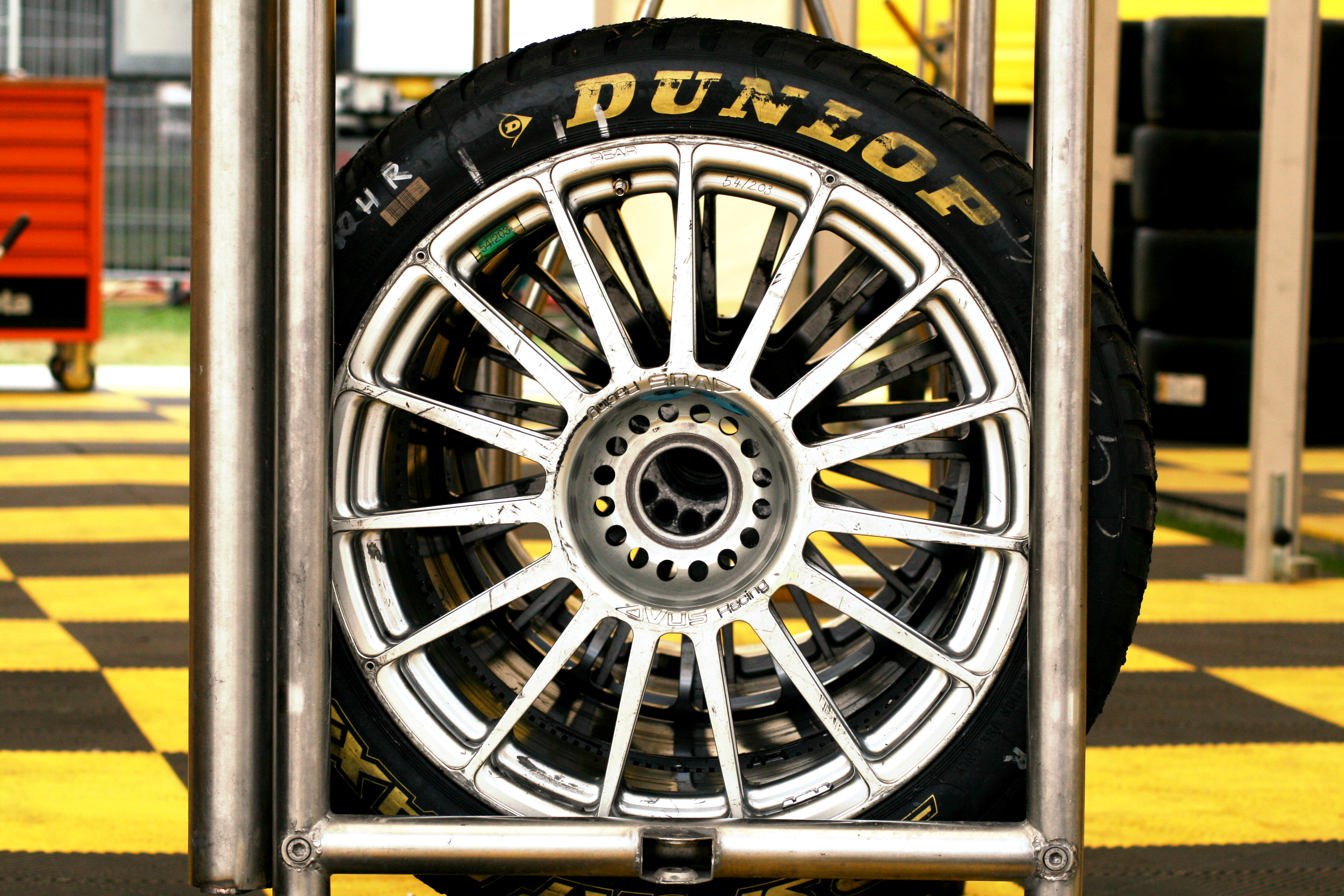
ダンロップのスポーツタイヤ

ダンロップ（英語: Dunlop）は、イギリスを発祥とするゴム、タイヤのブランドである。
2015年から2024年までの間、「ダンロップ」の商標使用権は、グッドイヤーが北米、メキシコ、ヨーロッパ、オーストラリア、ニュージーランドにおいて、住友ゴム工業がアジア諸国、アフリカ、ラテンアメリカ（メキシコを除く）でそれぞれ所有しており、また、このうち北米におけるタイヤ事業について、日系自動車メーカー向け製品とバイク用製品に対しては住友ゴム工業が商標使用権を認められていたが（商標使用料も発生）、2025年1月、住友ゴム工業は欧米、北米、およびオセアニアにおける四輪自動車用のダンロップの商標使用権を買い取り、世界の多くの地域で四輪自動車用タイヤにおいてはダンロップブランドを展開できるようになった。
なお、上記以外の地域におけるダンロップブランドの商標使用権は、インドではルイアグループ（Ruia Group）が、四輪タイヤではマレーシア、シンガポール、ブルネイはコンチネンタルが所有し、二輪タイヤではヨーロッパ、オセアニアはグッドイヤーが所有している。

## 歴史
1888年、スコットランド人獣医師のジョン・ボイド・ダンロップは、息子のジョニーから「自転車をもっと楽に速く走れるようにするにはどうしたらいい？」と聞かれ、その時はただ「練習しなさい」とだけ答えた。しかし、ジョニーが自転車のタイヤを壊してしまった時に、あるヒントが頭に浮かんだ。それは、タイヤの構造が動物の腹と似ているということであった。そこで、獣医としての知識を総動員し、ゴムのチューブとゴムを塗ったキャンバスで空気入りのタイヤを作り、木の円盤の周りに鋲で固定した。これが世界初となる空気入りタイヤの発明であった。同年に特許を取得し、翌1889年に「The Pneumatic Tyre and Booth’s Cycle Agency, Ltd.」を設立した。
創業した1889年には既に現在とほぼ同じ構造の自転車用クリンチャータイヤを完成させたが、その後は自動車用タイヤにシフトしていく。1905年、自動車用タイヤのトレッドに横溝を付けた製品を発表。日本での展開も早く、1909年（明治42年）には兵庫県神戸市に工場を設立、これが日本における最初のタイヤ工場となった。馬車・人力車のタイヤに始まり、1913年（大正2年）には日本初となる自動車用タイヤを製造した。なお、神戸市の工場は阪神・淡路大震災によって甚大な被害を受けたため閉鎖され、国内生産の中心は福島県白河市などに移っている。
当時、日本における同社は多国籍企業として「ダンロップ護謨（極東）株式会社」と称した。兵庫県神戸市においては川崎造船や神戸製鋼に次ぐ3番目の大企業であったが英国人優遇の給与体系や日本人冷遇により福岡久留米の石橋ゴム足袋屋（日本足袋株式会社、後のブリヂストン）への技術者流出を招くことになる。1933年（昭和8年）、石橋ゴム台頭への対策として同社は朝鮮・満洲市場の開拓を目指すが日英の中国利権対立もあり、日本国内の極東ダンロップは住友ゴム（日本ダンロップ）に接収された。
1922年、自動車用タイヤに外れにくいようリムを付けたワイドタイヤを発表、1924年にはワイドタイヤを標準として改良を推進した。また同時期にレーシングドライバーにテストを依頼し、改良されたタイヤが空気が抜けた状態でもリムから脱落しにくい事を実証。もう一つの目的は空気圧を下げて乗り心地を良くすることであった。実際に1900年代の初めには現代のスポーツ自転車並みの6.3 - 7.0 kg/cm2であった自動車タイヤの空気圧は、改良とワイド化により1920年代には4.2 - 4.9 kg/cm2、1948年頃には1.7 kg/cm2までになっている。
技術開発が勘や経験に頼るものから科学的なものへと変化し、1920年頃より同社の研究所ではゴムの弾性や特性、摩耗等を測定する試験機を開発、得られた試験結果を元にタイヤの発熱と摩耗等の関係を研究し、タイヤを懸架システムの一つとして捉えていくという考え方が生まれている。1927年、ツインエンジンを搭載したスペシャルカーに装着された高速タイヤが320 km/h（200マイル毎時）の壁を破る世界記録に挑戦し、326.6 km/hの世界新記録を達成した。
自動車の性能向上と高速道路網の広がりにより、タイヤにはより高性能かつ安全性が求められていた。特に問題となっていたのは、摩耗したタイヤが水のたまった路面を高速で走行すると水の膜に浮いた形となりグリップを失うことであった。1960年、濡れたガラス板上を高速で走行出来る実験装置を作り、トレッドの接地状況を撮影しハイドロプレーニング現象を初めて解明、装置の改良とともに更なる研究結果から排水に有効なトレッドパターンが生み出された。1968年、東ドイツのライプツィヒ・メッセでラジアルタイヤ「ダンロップ SPスポーツ」が金賞を受賞している。
当初はゴム製品全般を扱うメーカーであったが、1980年代前半に経営難に陥り、1985年にイギリスのコングロマリットであるBTR (en:BTR plc) に買収された。その際にBTRはタイヤ部門を住友ゴム工業に売却したため、これ以降タイヤメーカーとしてのダンロップとその他ゴム、スポーツ用品を扱うダンロップ（ダンロップスポーツ）が分離された。
その後1999年に、住友ゴムがグッドイヤーと提携を結んだため、ダンロップブランドのタイヤ製造・販売についても、北米・欧州市場をグッドイヤーが、日本を含むアジア市場を住友ゴムがそれぞれ担当する形となった。2014年時点、企業としてのダンロップタイヤは、日本では住友ゴム75 %、グッドイヤー25 %出資の合弁会社を、欧米ではグッドイヤー75 %、住友ゴム25 %の合弁会社を展開している。2014年2月にグッドイヤーが住友ゴム工業に対し提携解消の申し入れを行った結果、2015年9月末に正式に提携が解消されたが、ブランドの使用権は住友ゴムは北米の日系メーカー向けと日本、ロシアや中近東、アフリカなど33カ国で使用権を持ち、グッドイヤーは北米の非日系メーカー向けと欧州で使用権を引き継いでいたが、2025年1月にグッドイヤーが北米と欧州、オセアニア向けの使用権を住友ゴムに売却することを発表したことから、住友ゴムがほぼ世界規模でダンロップブランドの展開が出来るようになる予定。
タイヤを除くゴム製品については、部門・ブランドごとに分割され他社へ売却される例が多く、多くの企業が「ダンロップ」ブランドによる製品を発売しているが（詳しくはDunlop Rubberを参照）、2016年12月に住友ゴム工業が、ダンロップスポーツの全世界的な商標所有権を獲得した（詳細は後述）。

## モータースポーツ（国外）
1970年代まではF1における主力タイヤメーカーの一つであったが、1977年を最後に撤退した。F1での通算83勝は歴代5位の記録である（2013年現在）。
またル・マン24時間レースでは第二回大会をはじめ多くの勝利を収めており、マツダ・787Bが日本車で初めて総合優勝を収めた時のタイヤもダンロップであった（製造、開発は住友ゴム）。
一時期はFIA 世界耐久選手権（WEC）の各クラスでミシュランとタイヤ戦争を繰り広げており、LMP1とLM-GTEはミシュランに譲ったものの、LMP2では逆にミシュランを圧倒していた。現在は供給を終了している。
二輪ではロードレース世界選手権（MotoGP）のMoto2・Moto3の2クラスに対し、ワンメイクタイヤを供給していたが2023年で終了した。
（日本における活動に関しては後述）

## 住友ゴム工業による活動
前述のとおり、2025年1月、世界の多くの地域での「ダンロップ」ブランドのタイヤの商標権は住友ゴム工業が有することとなった。具体的には、
四輪車用タイヤ
インド、マレーシア、シンガポール、ブルネイを除く地域
二輪車用タイヤ
ヨーロッパ、オセアニア、インドを除く地域
において、住友ゴム工業が商標権を有する。
ゴルフ、テニス、アウトドア用品については2003年の企業再編に伴い、住友ゴムの子会社として設立されたダンロップスポーツ (旧: SRIスポーツ) 株式会社にブランド・事業がいったん移管されたが、2018年1月に再度、住友ゴム工業に吸収合併された。シューズについては継続して広島化成がライセンス生産を行なっている。
タイヤ以外ではゴム手袋や医療用の水枕が有名で、住友ゴムの子会社であるダンロップホームプロダクツが継承している。アウトドア部門は住友ゴムグループから切り離され、株式会社エイチシーエスがダンロップテントの商標を取得している。
2005年1月にダンロップタイヤ株式会社とファルケンタイヤ株式会社 （旧オーツタイヤ）が合併しダンロップファルケンタイヤ株式会社が発足した。同社は住友ゴム工業の子会社としてダンロップ、ファルケン両ブランドのタイヤ販売を行っていた。2010年1月、SRIハイブリッド（住友ゴム工業の産業品部門）と共に親会社へ吸収合併されて解散した。以降「ダンロップ」と「ファルケン」の国内向け市販タイヤは、製造も販売も住友ゴム工業が行っている。
2016年12月27日に、住友ゴム工業がスポーツダイレクトインターナショナル社（Sports Direct）から海外でのダンロップ商標権とスポーツ用品事業およびライセンス事業を買収することを発表した。これによりタイヤ事業は欧米やインド、豪州等を除いてダンロップブランドの商標権を取得。またスポーツ事業と産業品事業は全世界で展開できることになった。なお、事業の買収および買収後の運営は、住友ゴム工業とそのスポーツ事業子会社であるダンロップスポーツ株式会社が共同で設立する新会社、ダンロップインターナショナル株式会社が行う。その後住友ゴム工業は、ダンロップスポーツとダンロップインターナショナルを、それぞれ住友ゴム工業に合併することでグループのスポーツ事業を統合すると発表した。

### 環境への取り組み
燃費向上へ繋がる転がり抵抗の少ないエコタイヤの開発と共に、早くから将来的な石油資源の枯渇や環境への関心の高まりを見据えている。石油以外の天然資源を使用した環境に優しいタイヤを作れないかという発想から、他社に先駆けて2001年にプロジェクトがスタート。タイヤの性能を落とさずに化石資源から脱却するという試みは難しく、従来のタイヤに少しずつ改良を加えながら足掛け6年の歳月を要した。
2006年に石油外天然資源（天然ゴム、シリカ、植物油、レーヨンなど）比率を従来の44%から70％にまで高めた「ENASAVE ES801」を発売、2008年には比率を97%にまで高めた「ENASAVE 97」を発売した。タイヤの転がり抵抗を従来品（同社のデジタイヤ Eco EC201）に比べて35％削減、燃費向上とタイヤ原料の“脱石油”をほぼ両立している。2008年度グッドデザイン賞を受賞。
“Reduce3”（リデュース・スリー）という「つくるとき」「使うとき」「廃棄するとき」それぞれの場面でのCO2削減を実現した「ENASAVE 97」は、バイオマス（化石資源を除く生物由来の有機性資源）率が57％と高く、廃棄時には94％ものCO2削減効果があるという。日本国内におけるタイヤの出荷数は取り替え用だけでも年間約7000万本に上ると言われており、将来的にこれらのタイヤが石油外天然資源比率の高いエコタイヤに置き換わると考えれば環境負荷の低減効果は絶大である。
2009年、日本上陸100年を契機に、地球とクルマをテーマとした環境広告に取り組み福山雅治をキャラクターに、テレビCMとともにウェブで連動CMを展開。「これまでの100年はこれからの100年のためにある」とする、“タイヤ・フロンティア”を掲げている。
自動車タイヤ国産第1号誕生から100年目を迎えた2013年には、天然素材・天然由来既製品への置き換えに加え、天然ゴムの長所を生かしながら、合成ゴムが持つ安全性・耐久性・気密性を兼ね備えた「改質天然ゴム」の採用と自然界には存在しない素材（老化防止剤・加硫促進剤・カーボンブラック・ワックス・硬化性樹脂）をトウモロコシ・松の木・菜種油を主原料としたバイオマス技術で創生して置き換えたことで、合成ゴムが主流となってからは世界初となる石油外天然資源100%を実現するとともに、「ENASAVE 97」に比べて耐摩耗性能も同時に高めた「エナセーブ100」が発売された。

### モータースポーツ（日本）
かつては全日本F3000選手権や全日本スポーツプロトタイプカー耐久選手権（JSPC）などにタイヤ供給を行っていたが、阪神・淡路大震災においてモータースポーツ用タイヤの開発・生産拠点だった神戸工場が壊滅的な打撃を被ったため、モータースポーツ関連の活動を大きく縮小せざるを得なかった。2002年より全日本GT選手権（現・SUPER GT）へ本格的に復帰し、現在はSUPER GTを中心にタイヤ供給を行っている。GT300では時折速さを見せており、2015年にGAINERがチャンピオンを獲得している。GT500では長らくナカジマレーシングのみの供給だったが、2021年よりRedBull MUGENにも供給を開始した。
2009年までFJ1600・スーパーFJに、2006年〜2013年にかけてフォーミュラチャレンジ・ジャパン（FCJ）にそれぞれタイヤを供給していたほか、2012年よりフォーミュラ4（JAF-F4）に、2015年よりSUPER GT併催のFIA F4シリーズにタイヤを供給するなど、若手ドライバー育成を目的とするジュニア・フォーミュラへのタイヤ供給にも積極的である。この他の供給カテゴリとしては86/BRZレースなどが挙げられる。2022年からはスーパーFJへのタイヤ供給を13年ぶりに再開した。2020年からフォーミュラ・リージョナル・ジャパニーズ・チャンピオンシップにタイヤ供給している。
2011年までGRAN TURISMO D1GPシリーズにタイヤ供給を行っていた(2012年よりファルケンが供給)。全日本ラリー選手権でもタイヤ供給しており、勝田範彦を支援して7度の王者とツール・ド・九州11連覇という金字塔を打ち立てている。

### 主な製品ブランド

#### 4輪車用
1998年2月以降発売された殆どのタイヤでデジタイヤ技術（デジタルローリングシミュレーション技術）を採用している。
- VEURO（ビューロ） - プレミアムコンフォートタイプ。2013年2月に発売された現行の「VE303」では、特殊吸音スポンジの採用に加え、構造やパターンの見直しにより静粛性能と耐摩耗性能を高め、「VEURO」向けに最適化された「低発熱密着ゴム」の採用により転がり抵抗を低減したことで「低燃費タイヤ」に適合させた。
- LE MANS（ル・マン）- コンフォートタイプ。2016年12月に発売された現行の「LE MANS V（ファイブ）」では、「SHINOBIテクノロジー」と特殊吸音スポンジ「サイレントコア」が採用されるとともに、偏摩耗抑制のため、左右非対称パターンに変更された。
- ENASAVE（エナセーブ）- 低燃費タイプ。日本国内での交換用タイヤはカタカナ表記（エナセーブ）で用いる。2018年12月時点では、非対称パターンと新プロファイルを採用し、幅広いサイズが設定されているスタンダード「EC204（2018年2月発売）」、新材料開発技術「4D NANO DESIGN（フォーディー ナノ デザイン）」によって開発した「新シリカ用変性ポリマー」を採用したミニバン専用「RV504（2015年2月発売）」、新材料開発技術「4D NANO DESIGN」により開発された低燃費ゴムを採用したフラッグシップ「PREMIUM（2012年2月発売）」、新材料開発技術「ADVANCED 4D NANO DESIGN（アドバンスド フォーディー ナノ デザイン）」を採用したロングライフ・フラッグシップ「NEXT II（2016年11月発売）」、低燃費だけでなく、天然置換え・改質置換え・創生置換えを駆使することで合成ゴムが主流となってからは世界初となる化石資源を不使用化した「エナセーブ100」の5種類がある。さらに、国内メーカー車種への純正採用の実績がある新車装着用の「EC300」や「EC300+」も存在する。また、2012年2月からは商用バン向けの「VAN01」、トラック向けの「SP LT38」をラインナップしているほか、2017年3月には従来の「SP LT38」よりもロングライフ化され、小型バスにも対応した「SP LT50」が追加された。
- GRANDTREK（グランドトレック） - SUV用。オンロード指向の「PT5」、オフロード指向の「MT2」、オールマイティタイプの「AT5」の3種類。
- SP SPORT（エスピー スポーツ）- 輸入外国車向け。2015年7月にグローバルに展開するフラッグシップタイヤとしてラインナップを刷新し、「MAXX 050+」とプレミアムSUV用の「MAXX 050+ FOR SUV」となった。
- DIREZZA（ディレッツァ） - スポーツタイプ。サーキット走行向けのハイグリップタイプ「ZIII（2017年2月発売）」とストリート走行向けの「DZ102」の2種類。
- WINTER MAXX（ウインター マックス） - 2012年8月に「WINTER MAXX 01」を発売。「MAXXシャープエッジ」とナノフィットゴムを採用した高機能スタッドレスタイヤ。2013年9月には「GRANDTREK SJ7」よりも氷上ブレーキ性能を高めたSUV用の「SJ8」の発売によりシリーズ化され、2014年8月には商用車用の「SV01」を、2015年8月には小型トラック/バス用の「LT03」、同年10月にはタクシー専用の「TS-01」、2016年8月には「01」の上位仕様として、「超密着ナノフィットゴム」と「MAXXシャープエッジ」と呼ばれるサイピングの本数を増やした改良型の「MAXXグリップパターン」を採用したハイスペックタイプの「WINTER MAXX 02」、2017年10月にはタクシー専用「TS-01」の耐摩耗性能が向上された「TS-01L」を順次発売されている。
- SP TX（エスピー ティーエックス） - タクシー用タイヤ。
- SYNCHRO WEATHER（シンクロウェザー） - オールシーズンタイヤ。

##### 以前のブランド
- FORMULA（フォーミュラ） - スポーツ及びモータースポーツ向け。90年代以降はZERAシリーズが統合されスポーティータイヤも展開、2003年にDIREZZAシリーズに移行されてからもごく一部のモデルのみ販売が続けられていた。
- ZERA（ゼラ） - スポーティータイプ。90年代中期以降は同社の戦略によりFORMULAに統合された。
- WINDSOR（ウィンザー） - コンフォート指向。90年代の同社のブランド整理により消滅し、同社は2002年のVEURO VE301発売までプレミアムコンフォートタイヤが存在しない状態が続いた。
- SPシリーズ（SP65e/SP70e/SP10等） - ベーシックタイヤ。2004年にモデルチェンジでDIGI-TIRE ECO EC201となり、EC202へのモデルチェンジを機にエナセーブ（ENASAVE）へ移行され、現行のエナセーブ EC204まで継続されている。
- SP QUATTROMAXX（エスピー クワトロマックス） - 最新テクノロジーを駆使し、スポーツカー用と同等の高性能を追求したSUV専用タイヤ。
デザインはイタリアのピニンファリーナが担当していた。

#### 2輪車用
- SPORTS MAX - ラジアルタイヤ。Rideenシリーズの後継。
- GP - バイアスハイグリップタイヤ。80年代以前の機種に適合するサイズが幅広く供給されており、多くのライダーに支持され続けている。
- ARROWMAX - バイアスツーリングタイヤ。耐摩耗性、ウェット性能に優れる。
- KABUKI - バイアスタイヤ。アメリカンモデル用。
- BURORO - トレールモデル用。舗装路寄りのものから純オフロード向けまで幅広く揃っている。
- ENDURO - オフロードレース用。公道走行には不向き。
- POLSO! - スクーター用バイアスタイヤ。純正採用も多い。

### ダンロップ・ワークスドライバー経験者
服部尚貴 / 野村謙

### 関連CMに出演歴のある人物
福山雅治 / 平井理央 / 赤井英和 / 常盤貴子 / 川原亜矢子 / 久石譲 / 上原多香子 / 中島常幸 / 中居正広 / DREAMS COME TRUE / デニス・ロッドマン / ロマーリオ / ロナウド/ドラえもん / 鈴井貴之 / 酒井裕美 / 大谷翔平

## ファッションブランド
スポーツカジュアルファッションのブランド名として、かつてはDUNLOP MOTORSPORTとして展開していたが、2021年春モデルからブランド名をDUNLOP REFINEDに変更。
ラインナップはアパレル・靴・雑貨。アパレルについてはモリリンが、靴については広島化成が、傘についてはブロンズがライセンスを得て、各社から販売されている。